# Kediren (Randublatung)
Kediren is een bestuurslaag in het regentschap Blora van de provincie Midden-Java, Indonesië. Kediren telt 5068 inwoners (volkstelling 2010).